# 新堂冬樹
新堂 冬樹（しんどう ふゆき、1966年 -）は、日本の小説家、推理作家、芸能プロモーター、映画監督。大阪府出身。工業高校中退。

## 略歴
- 1998年、『血塗られた神話』で第7回メフィスト賞を受賞してデビュー[2]。
- 2007年2月14日、芸能プロダクション「新堂プロ」を設立[2]。
- 2009年、『劇場版 虫皇帝』で映画監督デビュー。[1]

## 人物
10代の頃から闇金融の世界で働いていたことを公言し、現在も金融コンサルタントを兼業している。その経歴を生かした「カネ」や「女」などの欲望渦巻く「裏社会」を描いたノワール小説を書く一方で対極的に静謐な純愛小説も書いており、ファンは前者を「黒新堂」、後者を「白新堂」と呼ぶ。オフィシャルブログのタイトルを「白と黒」とするなど、本人も公認の呼称である。
昆虫好きで、DVDソフト『世界最強虫王決定戦』の監修を務めている。また、『虫皇帝』シリーズを新堂プロにおいて製作。自ら監督・構成・ナレーションを担当する。

## 著作

### 小説

#### 溝鼠シリーズ三部作
- 溝鼠（2002年4月 徳間書店 / 2005年3月 トクマ・ノベルズ / 2006年3月 徳間文庫 / 2011年2月 幻冬舎文庫）
- 毒蟲vs.溝鼠（2006年4月 徳間書店 / 2008年3月 トクマ・ノベルズ / 2009年10月 徳間文庫 / 2011年12月 幻冬舎文庫）
- 溝鼠最終章（2013年1月 徳間書店 / 2014年8月 徳間文庫）

#### 悪の華シリーズ
- 悪の華（2002年10月 光文社 / 2005年1月 カッパ・ノベルス / 2006年10月 光文社文庫 / 2011年4月 幻冬舎文庫）
- 聖殺人者（2005年3月 光文社 / 2008年2月 光文社文庫 / 2011年6月 幻冬舎文庫）
- 神を喰らう者たち（2019年10月 光文社 / 2022年7月 光文社文庫）

#### ノンシリーズ
- 血塗られた神話（1998年8月 講談社 / 2001年7月 講談社文庫 / 2008年10月 幻冬舎文庫）
- 闇の貴族（1999年6月 講談社 / 2002年6月 講談社文庫 / 2008年12月 幻冬舎文庫）
- ろくでなし（1999年12月 講談社 / 2002年10月 幻冬舎文庫）
- 無間地獄（2000年5月 幻冬舎 / 2002年8月 幻冬舎文庫）
- カリスマ（2001年3月 徳間書店 / 2003年4月 トクマ・ノベルズ / 2004年3月 徳間文庫 / 2009年12月 幻冬舎文庫）
- 鬼子（2001年10月 幻冬舎 / 2003年4月 幻冬舎文庫）
- 忘れ雪（2003年1月 角川書店 / 2005年2月 光文社文庫）
- 炎と氷（2003年10月 祥伝社 / 2006年3月 祥伝社文庫）
- ある愛の詩（2004年1月 角川書店 / 2006年2月 角川文庫）
- 銀行籠城（2004年3月 幻冬舎 / 2007年10月 幻冬舎文庫）
- 三億を護れ!（2004年4月 徳間書店 / 2006年10月 トクマ・ノベルズ / 2007年12月 徳間文庫）
- アサシン（2004年8月 角川書店 / 2006年11月 カドカワノベルズ / 2008年10月 角川文庫）
- 動物記（2004年10月 角川書店 / 2008年1月 角川文庫）
- 背広の下の衝動（2004年11月 河出書房新社）
  - 【改題】ホームドラマ（2006年11月 河出文庫）
- 吐きたいほど愛してる。（2005年1月 新潮社 / 2007年8月 新潮文庫）
  - 収録作品：半蔵の黒子 / お鈴が来る / まゆかの恋慕 / 英吉の部屋
- 僕の行く道（2005年2月 双葉社 / 2008年6月 双葉文庫）
- 天使がいた三十日（2005年6月 講談社 / 2010年12月 幻冬舎文庫）
- 誰よりもつよく抱きしめて（2005年9月 光文社 / 2008年10月 光文社文庫 / 2024年12月 光文社文庫【新装版】）
- 砂漠の薔薇（2006年1月 幻冬舎 / 2008年4月 幻冬舎文庫）
- 黒い太陽（2006年3月 祥伝社 / 2008年9月 祥伝社文庫）
- 底なし沼（2006年8月 新潮社 / 2009年2月 新潮文庫）
- ぼくだけの☆アイドル（2006年8月 光文社 / 2009年6月 光文社文庫）
- あなたに逢えてよかった（2006年10月 角川書店 / 2010年1月 角川文庫）
- 百年恋人（2007年4月 双葉社 / 2010年5月 双葉文庫）
- 日本一不運な男（2007年5月 中央公論新社）
  - 【改題】ミッション（2010年4月 中公文庫）
- 摂氏零度の少女（2007年11月 幻冬舎 / 2009年10月 幻冬舎文庫）
- ブルーバレンタイン（2007年12月 角川書店 / 2008年12月 カドカワノベルズ / 2010年7月 角川文庫）
- 枕女優（2008年5月 河出書房新社 / 2010年6月 河出文庫）
- 夜騎士物語（2008年8月 双葉社 / 2012年5月 ハルキ文庫）
- 女王蘭（2008年10月 祥伝社 / 2011年3月 祥伝社文庫）
- 女優仕掛人（2009年1月 角川書店 / 2009年11月 カドカワノベルズ / 2010年10月 角川文庫）
- アンチエイジング（2009年2月 ポプラ社）
  - 【改題】整形夫婦―アンチエイジング（2013年2月 ポプラ文庫）
- 不倫純愛（2009年2月 新潮社 / 2011年1月 新潮文庫）
- 君が悪い（2009年2月 光文社 / 2011年8月 光文社文庫）
- 殺し合う家族（2009年3月 徳間書店 / 2010年9月 徳間文庫）
- ギャングスタ（2009年6月 徳間書店 / 2010年12月 徳間文庫）
- 引き出しの中のラブレター（2009年8月 河出書房新社 / 2011年6月 河出文庫）
- ブラック・ローズ（2009年12月 幻冬舎 / 2011年8月 幻冬舎文庫）
- 白と黒が出会うとき（2010年4月 河出書房新社）
  - 【改題】白い毒（2013年11月 河出文庫）
- 純恋（2010年11月 徳間書店 / 2012年10月 徳間文庫）
- 華麗なる欺き（2011年3月 角川春樹事務所 / 2012年8月 ハルキ文庫）
- 帝王星（2011年6月 祥伝社 / 2013年6月 祥伝社文庫）
- 悪虐（2011年7月 幻冬舎 / 2013年10月 幻冬舎文庫）
- アキバの帝王（2011年8月 講談社 / 2014年8月 文芸社文庫）
- 硝子の鳥（2011年8月 角川書店 / 2013年8月 角川文庫）
- 白い鴉（2011年9月 朝日新聞出版 / 2012年12月 双葉文庫）
- 哀しみの星（2012年2月 角川書店 / 2014年8月 角川文庫）
- 傷だらけの果実（2012年9月 河出書房新社 / 2020年1月 河出文庫）
- 君想曲（2012年11月 双葉社 / 2015年8月 双葉文庫）
- 別れさせ屋の恋―パルフェタムール（2013年1月 ポプラ社）
- 東京バビロン（2013年5月 幻冬舎 / 2015年10月 幻冬舎文庫）
- たったひとつの花だから（2013年8月 中央公論新社 / 2015年8月 中公文庫）
- 逃亡者（2013年11月 角川春樹事務所 / 2015年4月 ハルキ文庫）
- キャバクラ探偵事務所（2014年1月 河出書房新社）
- 瞳の犬（2014年10月 角川書店 / 2017年6月 角川文庫）
- 少女A（2014年10月 祥伝社 / 2017年7月 祥伝社文庫）
- 熱血教師カオルちゃん（2015年8月 角川春樹事務所）
  - 【改題】ウチの担任が熱すぎて!（2020年7月 双葉文庫）
- ホームズ四世（2016年8月 講談社 / 2022年3月 中公文庫）
- 私立 新宿歌舞伎町学園（2016年11月 KADOKAWA / 2019年5月 角川文庫）
- 制裁女（2016年12月 徳間書店 / 2018年4月 徳間文庫）
- 紙のピアノ（2017年2月 双葉社 / 2019年10月 双葉文庫）
- 血（2017年3月 中央公論新社 / 2020年2月 中公文庫）
- 夜姫（2017年3月 幻冬舎 / 2019年8月 幻冬舎文庫）
- 痴漢冤罪（2017年11月 祥伝社 / 2020年11月 祥伝社文庫）
- 不倫純愛 一線越えの代償（2017年12月 幻冬舎文庫）
- 枕女王（2018年3月 河出書房新社）
  - 【改題】枕アイドル（2023年1月 集英社文庫）
- ASK トップタレントの「値段」（2018年5月 集英社 / 2020年9月 集英社文庫）
- 少年は死になさい…美しく（2019年3月 中央公論新社 / 2021年8月 中公文庫）
- カリスマvs.溝鼠 悪の頂上対決（2019年6月 徳間書店 / 2021年2月 徳間文庫）
- 極限の婚約者たち（2019年7月 双葉社）
  - 【改題】漂流恋愛（2021年9月 双葉文庫）
- 医療マフィア（2019年11月 祥伝社文庫）
- 犯人は、あなたです（2019年11月 河出書房新社）
- 絶対聖域（2020年2月 講談社）
  - 【改題】仁義なき絆（2021年10月 幻冬舎文庫）
- 動物警察24時（2020年10月 光文社 / 2024年1月 光文社文庫）
- 誘拐ファミリー（2020年11月 双葉社 / 2025年4月 集英社文庫）
- 168時間の奇跡（2021年2月 中央公論新社 / 2023年4月 中公文庫）
- なごり雪（2021年3月 KADOKAWA / 2023年4月 角川文庫）
- ろくでなしとひとでなし（2022年2月 幻冬舎文庫）
- 虹の橋からきた犬（2022年4月 集英社文庫）
- 任侠ショコラティエ（2022年5月 双葉社）
- 嫌われ者の矜持（2022年7月 光文社）
- ＃刑事の娘は何してる?（2023年4月 中央公論新社）
- 極悪児童文学 犬義なき闘い（2023年7月 集英社文庫）
- シン人間失格（2024年5月 ビジネス社）
- おかえり ~虹の橋からきた犬~（2024年9月 集英社文庫）
- 「世界最強虫王決定戦」外伝 戦国虫王（2024年10月 光文社）
- 1万人の女優を脱がせた男（2024年12月 幻冬舎文庫）
- 直木賞を取らなかった男（2024年12月 光文社）

### その他
- 黒新堂冬樹のブラック営業術（2010年2月 宝島社）
  - 【改題】新堂冬樹の成り上がり処世術（2011年3月 宝島sugoi文庫）
- 新堂冬樹の女の取扱説明書（2010年11月 あさ出版）
- 彼の「いちばん大切な人」になるたったひとつのルール（2011年12月 宝島社）
  - 【改題】彼が夢中にならずにいられない、最高の彼女になる方法（2014年8月 宝島sugoi文庫）
- 大ヒットは大反対から生まれる!―掟破りの成功法則（2012年6月 ヒカルランド）
- そのヘビ、ただのヒモかもよ! 自己洗脳の思考術（2022年7月 ビジネス社）
- 虹の橋からきた手紙（2024年4月 サイゾー）

漫画原作
- 歌舞伎町のカリスマ無双キャバ嬢が史上最強の悪役令嬢マリー・アントワネットに生まれ変わったら（2023年 - 2024年、秋田書店、プチプリンセス、作画：ひかり旭）

## メディア展開
★＝原作提供

### 映画
- 9+1（ナインプラスワン）（2008年8月2日公開、配給：新堂プロ・タキ・コーポレーション、監督：及川中、主演：高橋亜弓） - エグゼクティブプロデューサー
- ぼくとママの黄色い自転車（2009年8月22日公開、配給：ティ・ジョイ、監督：河野圭太、主演：武井証、原作：僕の行く道）★
- 劇場版 虫皇帝（2009年8月29日公開、配給：彩プロ、監督：新堂冬樹） - 初監督作品
- 引き出しの中のラブレター（2009年10月10日公開、配給：松竹、監督：三城真一、主演：常盤貴子）★
- 不倫純愛（2011年1月22日公開、配給：クロックワークス、監督：矢崎仁司、主演：嘉門洋子）★
- ギャングスタ（2011年2月12日公開、配給：サンクス・ラボ、監督：川野浩司、主演：崎本大海）★
- アサシン（2011年10月8日公開、配給：株式会社ゴー・シネマ、監督：小原剛、主演：馬場良馬）★
- 忘れ雪（2015年11月7日公開、配給：アーチ・エンタテインメント、監督：ハン・サンヒ、主演：チャンソン）★
- W〜二つの顔を持つ女たち〜（2015年12月12日公開、配給：アイエス・フィールド、監督：藤田真一、主演：加弥乃）★
- 誰よりもつよく抱きしめて（2025年2月7日公開予定、配給：アークエンタテインメント、監督：内田英治、主演：三山凌輝・久保史緒里）★

### テレビドラマ
- ある愛の詩（2006年3月26日、TBS系「DoCoMoドラマスペシャル」として放送、主演：黒木メイサ）★
- 黒い太陽（2006年7月28日-9月25日、全8話、テレビ朝日系「金曜ナイトドラマ」枠で放送、主演：永井大）★
  - 黒い太陽'07スペシャル（2007年9月21日）
- ぼくだけの☆アイドル（2007年1月1日、テレビ東京系「新春ドラマスペシャル」として放送、出演：永井大）★
- どうぶつ119（2007年6月30日、日本テレビ系、主演：速水もこみち） - 原案

### オリジナルビデオ
- 無間地獄 凶悪金融道（2003年1月10日、ジャパンホームビデオ、監督：池田敏春、主演：竹内力）★
- 無間地獄 凶悪金融道2（2003年3月14日、ジャパンホームビデオ）★
- 炎と氷（2004年12月25日、ヤ・ルゼ、GPミュージアムソフト、出演：竹内力、宇梶剛士）★
- 炎と氷2（2005年1月25日、GPミュージアムソフト）★
- 溝鼠VS.毒蟲（2009年1月25日、GPミュージアムソフト、監督：横井健司、出演：竹原慎二、夏生ゆうな）★
- 毒蟲VS.溝鼠 完結編（2009年3月25日、GPミュージアムソフト）★

### 舞台
- 宝塚歌劇雪組公演「忘れ雪」（2009年1月8日 - 18日 宝塚バウホール、1月23日 - 29日 日本青年館、主演：音月桂）★

### 漫画
- 炎と氷（2004年 - 2005年、実業之日本社、全5巻、週刊漫画サンデー、作画：千葉きよかず）★
- カリスマ（2004年 - 2006年、双葉社、全4巻、漫画アクション、作画：西崎泰正）★
- 無限地獄（2005年 - 2006年、双葉社、全5巻、漫画アクション、作画：早川ナオヤ）★
- 黒い太陽 （2006年 - 2007年、実業之日本社、全5巻、週刊漫画サンデー、作画：笠原倫）★
- 夜騎士物語（2007年 - 2008年、双葉社、全4巻、漫画アクション、作画：早川ナオヤ）★
- 続黒い太陽 女王蘭（2009年 - 2010年、芳文社、1巻、週刊漫画TIMES、作画：笠原倫）★
- ASK アスク（2018年 - 2023年、集英社、全7巻、グランドジャンプめちゃ、作画：東西）★
- 歌舞伎町のカリスマ無双キャバ嬢が史上最強の悪役令嬢マリー・アントワネットに生まれ変わったら（2024年、秋田書店、全3巻、プチプリンセス、作画：ひかり旭）★

### Web
- 記憶の中のミライ（2009年7月1日 - 9月5日、BeeTV、企画：安達元一） - 制作総指揮、エキストラ出演

### プロモーションビデオ
- 篠原楓 『GAP&SHOCK』（2009年） - 監督

### CD
- ある愛の詩 「青の奇跡」（2004年2月11日、コロムビアミュージックエンタテインメント） - 作詞作曲

小説『ある愛の詩』の内容に即して、作者自身が監修し、井上鑑がサウンド・プロデュースを担当したイメージ・アルバム。

### 作詞
- Skoop On Somebody「恋雨 feat. WHEE」「秋恋」

## 出演

### テレビ
- うぇぶたま（2007年8月24日、テレビ東京）
- R30（2008年1月11日、TBS）
- 太田光の私が総理大臣になったら…秘書田中（2009年5月29日、日本テレビ）
- サンデージャポン（2009年6月21日 - 、TBS） - 準レギュラー
- FUJIWARAのありがたいと思えッ!（2009年10月3日、2010年3月20日、4月3日、テレビ東京）
- 玉ニュータウン（2009年10月14日、テレビ埼玉）
- 思い込みは一生の恥!クイズ本当にそれでいいんですね?（2010年4月1日、日本テレビ）
- 宮崎美子のすずらん本屋堂（2012年10月9日、BSイレブン） - ゲスト出演。『傷だらけの果実』、ニール・ドナルド・ウォルシュ著『神との対話』について等。